# Han Pengfei
Han Pengfei (chinesisch 韩鹏飞; * 29. Mai 1991) ist ein chinesischer Eishockeytorwart, der seit 2021 für den Kunlun Red Star in der Kontinentalen Hockey-Liga spielt.

## Karriere
Han Pengfei begann seine Karriere beim China Dragon, für den er bis 2017 in der Asia League Ice Hockey spielte. später war er für KRS Heilongjiang in der Wysschaja Hockey-Liga und für den China Golden Dragon in der 2. česká hokejová liga, der dritten tschechischen Liga, aktiv. Seit 2021 steht er beim Kunlun Red Star in der Kontinentalen Hockey-Liga unter Vertrag.

### International
Für China nahm Han Pengfei im Juniorenbereich an den U18-Weltmeisterschaften der Division III 2007 und der Division II 2008 sowie den U20-Weltmeisterschaften der Division II 2008 und 2009 teil.
Im Seniorenbereich stand der Torwart erstmals bei den Winter-Asienspielen 2011 im chinesischen Kader und wurde beim 10:1-Erfolg gegen Taiwan beim Stand von 8:1 für das letzte Drittel eingewechselt. Anschließend spielte er für das Team aus dem Reich der Mitte bei der Weltmeisterschaft 2019 in der Division II, wobei er zwei Spiele absolvierte. Auch bei den Olympischen Winterspielen in Peking 2022 und der Weltmeisterschaft 2022, als der erstmalige Aufstieg in die Division I seit dem Abstieg 2007 gelang, stand er im chinesischen Aufgebot, kam aber jeweils nicht zum Einsatz.

## Erfolge und Auszeichnungen
- 2007 Aufstieg in die Division II bei der U18-Weltmeisterschaft der Division III
- 2022 Aufstieg in die Division I, Gruppe B, bei der Weltmeisterschaft der Division II, Gruppe A